# Шекерова, Мария Александровна
Мария Александровна Шекерова (род. 9 декабря 1988, Ташкент) — узбекская, впоследствии российская дзюдоистка и самбистка, чемпионка Узбекистана по дзюдо, чемпионка и призёр чемпионатов России по дзюдо, призёр чемпионатов Азии по дзюдо, обладательница Кубка Европы по дзюдо, призёр Азиатских игр по боевым искусствам по дзюдо, призёр чемпионата мира по самбо, мастер спорта России международного класса. Участница Олимпийских игр 2008 года в Пекине.

## Биография
Родилась в спортивной семье: мать была толкательницей ядра, отец — многоборцем. Её тётя, дядя, сёстры также были легкоатлетами. С первого класса занималась спортом: тхэквандо, ушу, баскетболом. В 12 лет стал заниматься дзюдо. Через год попала в сборную команду Узбекистана.
В 2007 году окончила Республиканский колледж олимпийского резерва. В 2009 году переехала в Россию. Студентка факультета физкультуры педагогического института Казанского федерального университета. Выступает за спортивное общество «Динамо».

## Спортивные результаты

### Дзюдо
- Чемпионат Узбекистана по дзюдо 2004 (категория свыше 78 кг) — ;
- Чемпионат Узбекистана по дзюдо 2004 (абсолютная категория) — ;
- Чемпионат России по дзюдо 2011 (категория свыше 78 кг) — ;
- Чемпионат России по дзюдо 2011 (абсолютная категория) — ;
- Чемпионат России по дзюдо 2012 — ;
- Чемпионат России по дзюдо 2013 — ;
- Чемпионат России по дзюдо 2016 — ;
- Кубок России по дзюдо 2016 — ;
- Чемпионат России по дзюдо 2017 — ;
- Чемпионат России по дзюдо 2018 — ;
- Чемпионат России по дзюдо 2019 — ;

### Самбо
- Чемпионат России по самбо 2019 года — ;
- Чемпионат России по самбо 2020 года — ;
- Чемпионат России по самбо 2021 года — ;
- Чемпионат России по самбо 2022 года — ;

### Пляжное самбо
- Чемпионат России по пляжному самбо 2021 года — ;
- Чемпионат России по пляжному самбо 2022 года — ;
- Чемпионат России по пляжному самбо 2023 года — ;